# جورج دوميزيل
جورج دوميزيل (بالفرنسية: Georges Dumézil)‏ (4 مارس 1898 - 11 أكتوبر 1986، باريس) عالم فرنسي في فقه اللغة المقارن اشتهر بتحليله للسيادة والسلطة في الدين والمجتمع والأساطير الهندية الأوروبية البدائية. يعتبر أحد المساهمين الرئيسيين في علم الأساطير.

## النشأة وتعليمه
ولد جورج دوميزيل في باريس، فرنسا في 4 مارس عام 1898، وهو ابن جان أناتول جان دوميزيل ومارغريت دوتييه. كان والده لواءً على درجة عالية من التعليم في الجيش الفرنسي.
تلقى دوميزيل تعليمًا متميزًا في باريس في كوليج دي نيوفشاتو، وليسيه دي تروا، ومدرسة لويس الكبير الثانوية، وليسيه دي تارب. وبدأ بإتقان اليونانية القديمة واللاتينية في سن مبكرة. ومن خلال تأثير ميشال بريال، الذي كان تلميذًا لفرانز بوب وجد أحد أصدقاء دوميزيل، تعلم دوميزيل اللغة السنسكريتية، وطور اهتمامًا قويًا بالأساطير الهندو أوروبية والدين. وبدأ الدراسة في المدرسة العليا للأساتذة (إي إن إس) في عام 1916. وخلال الحرب العالمية الأولى خدم دوميزيل كضابط مدفعية في الجيش الفرنسي، ونال وسام صليب الحرب. وكان والده المفتش العام لسلاح المدفعية الفرنسية أثناء الحرب.
عاد دوميزيل إلى دراسته في المدرسة العليا للأساتذة في عام 1919. وكان أهم معلميه هناك أنتوان مييه، الذي قدم له مقدمة صارمة في اللسانيات الإيرانية والهندو أوروبية. وكان لمييه تأثير كبير على دوميزيل. على عكس طلاب مييه الآخرين، كان دوميزيل مهتمًا بالأساطير أكثر من اهتمامه باللسانيات. وفي القرن التاسع عشر، قدم علماء فقه اللغة أمثال فرانز فيليكس أدالبيرت كون وماكس مولر وإيلارد هوغو ماير (الذي أثر على بريال) أعمالًا مهمة حول الأساطير المقارنة، ولكن نظرياتهم آنذاك كانت غير مقبولة في الغالب. وأصبح دوميزيل مصممًا على إعادة المصداقية التي فقدها مجال الأساطير المقارنة حينها.
حاضر دوميزيل في مدرسة ليسيه دي بوفيه في عام 1920، ودرّس الفرنسية في جامعة وارسو في 1920-1921. وأثناء إلقاء محاضرة في وارسو، صُدم دوميزيل بأوجه التشابه المذهلة بين الأدب السنسكريتي وأعمال أوفيد، ما جعله يشير إلى أن هذه القطع الأدبية تحتوي على آثار لتراث هندو أوروبي مشترك.
حصل دوميزيل على درجة الدكتوراه في مقارنة الأديان في عام 1924 من خلال أطروحة مهرجان الخلود. والتي استوحاها من أعمال إرنست كون، تناولت أطروحته المشروبات الطقسية في الديانات الهندو إيرانية، والجرمانية، والكلتية، والسلافية، والإيطالقية. كانت كتابات دوميزيل المبكرة مستوحاة أيضًا من أبحاث جيمس جورج فريزر، الذي فقدت آراؤه مصداقيتها بسبب التقدم في مجال الأنثروبولوجيا. وفي المدرسة العليا للأساتذة أصبح دوميزيل صديقًا مقربًا لبيير جاكسوت. كان جاكسوت من أتباع شارل موراس، زعيم الحركة الفرنسية القومية. على الرغم من أن البعض اتهم دوميزيل بالتعاطف مع الحركة الفرنسية، إلا أن دوميزيل أنكر ذلك، ولم يصبح عضوًا في المنظمة قط.
أشاد مييه بأطروحة الدكتوراه لدوميزيل، وطلب إلى مارسيل موس وهنري هوبير، وكلاهما من أتباع إميل دوركايم، مساعدة دوميزيل في مزيد من الدراسات. ولكن لأسباب غير معروفة جرى رفض ذلك الطلب. كان كل من موس وهوبير اشتراكيين بروح جان جوريس، وقد استخدما نفوذهما الأكاديمي بنشاط لتعزيز أيديولوجيتهما السياسية. وكان هوبير على وجه الخصوص من الدريفوسيين المتحمسين والمعروف بالفيلوسامية والجمهوريانية ومناهضة العنصرية والمشاعر المعادية لألمانيا. وتعمد دوميزيل تجنب حضور محاضرات هوبير، وأقنعه مييه بتزويد هوبير بنسخة من أطروحة الدكتوراه الخاصة به، والتي انتقدها هوبير لاحقًا بشكل لاذع. وربما كان رفض موس وهوبير منح دوميزيل منصبًا مدفوعًا يعود إلى شكوك في أن دوميزيل لا يتفق معهما سياسيًا. أدى رفض هوبير إلى فقدان دوميزيل الدعم من مييه أيضًا. وأخبر مييه دوميزيل أنه سيكون من المستحيل عليه الحصول على وظيفة في فرنسا، وشجعه على الانتقال إلى الخارج.

## مهنته المبكرة

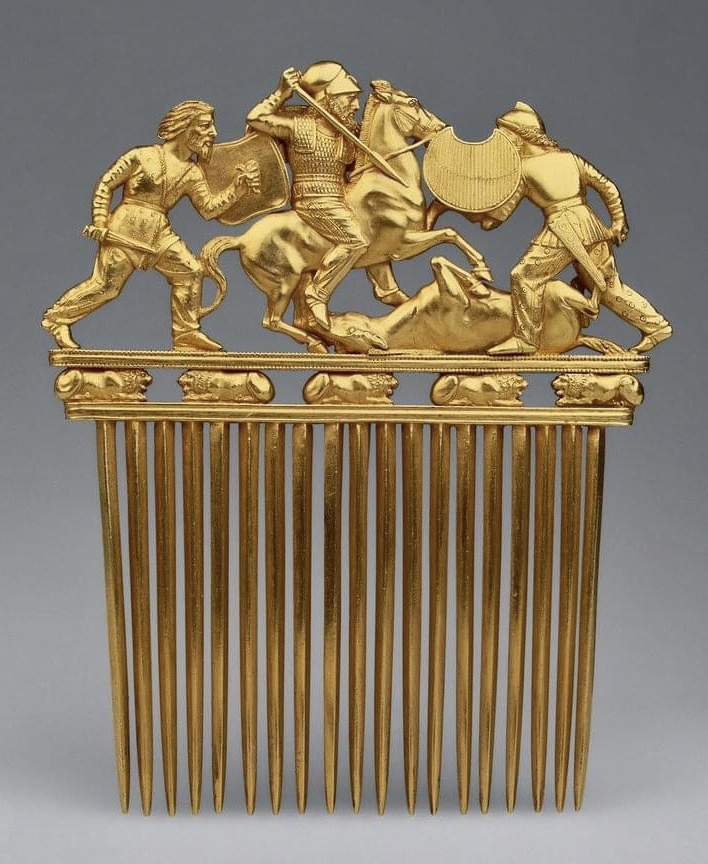
المشط السكيثي الذهبي، المعروف بمشط "سولوخا"، قطعة أثرية تاريخية تعود للقرن الرابع قبل الميلاد.

منذ عام 1925 حتى عام 1931، كان دوميزيل أستاذًا لتاريخ الأديان في جامعة إسطنبول. وخلال السنوات التي قضاها في إسطنبول، اكتسب دوميزيل إتقانًا للغتين الأرمنية والأوسيتية والعديد من اللغات غير الهندو أوروبية في القوقاز. وقد مكنه هذا من دراسة ملحمة نارت، والتي نشر فيها عددًا من الأفرودات المؤثرة. طور دوميزيل اهتمامًا قويًا بالأوسيتيين وأساطيرهم، وساعده هذا في أبحاثه المستقبلية. ولبقية حياته كان دوميزيل يقوم بزيارات سنوية إلى إسطنبول لإجراء أبحاث ميدانية بين الأوسيتيين في تركيا. وخلال هذا الوقت نشر أيضًا كتابه قضية كائنات القنطور (1929)، الذي فحص أوجه التشابه بين اليونانية والهندو إيرانية. كان مستوحى من إيلارد هوغو ماير، إلى جانب كتابه مهرجان الخلود (1924)، وجريمة الليمنوسيين (1924)، وشكل كتابه قضية كائنات القنطور جزءًا مما سماه دوميزيل «دورة غذاء الخلود».
وكان لعمل دوميزيل في إسطنبول أهمية كبيرة لأبحاثه المستقبلية، وقد اعتبر فيما بعد سنواته في إسطنبول أسعد سنوات حياته. وفي عام 1930 نشر دوميزيل كتابه المهم عصور ما قبل التاريخ الهندو إيراني للطوائف. بالاعتماد على أدلة من مصادر أفستية وفارسية ويونانية وأوسيتية وعربية، واقترح دوميزيل أن الهندو إيرانيين القدامى، بما في ذلك السكوثيين، حافظوا على نظام طبقي جرى إنشاؤه قبل الهجرات الهندو إيرانية إلى جنوب آسيا. جذبت هذه المقالة انتباه اللغوي الفرنسي إيميل بينفينيست، الذي دخل معه دوميزيل في مراسلات مثمرة.
من عام 1931 حتى عام 1933، درّس دوميزيل اللغة الفرنسية في جامعة أوبسالا. وهناك تعرف بالأستاذ المؤثر هنريك صمويل نيبرج والطالبين المفضلين لديه، ستيغ فيغاندر وجيو ويدينغرين، ومن خلال فيغاندر وويدينغرين تعرف دوميزيل بأوتو هوفلر. وبقي فيغاندر وويدينغرين وهوفلر أصدقاء لدوميزيل مدى الحياة وتعاونوا معه فكريًا. وطوال حياتهم المهنية، كان لهؤلاء العلماء تأثير قوي على أبحاث بعضهم البعض. وعلى وجه الخصوص بحث هوفلر حول الكوميتاتس الجرمانية، وأبحاث فيغاندر اللاحقة حول أخويات المحاربين ذات الصلة بين الهندو إيرانيين الأوائل، والتي كان لها تأثير كبير على أبحاث دوميزيل اللاحقة.

## روابط خارجية
- جورج دوميزيل على موقع الموسوعة البريطانية (الإنجليزية)
- جورج دوميزيل على موقع مونزينجر (الألمانية)

- نظرة عامة على مسيرة دوميزيل المهنية باللغة الفرنسية
- السيرة الذاتية للأكاديمية الفرنسية عن دوميزيل باللغة الفرنسية